# Champagny-en-Vanoise
Champagny-en-Vanoise é uma comuna francesa na região administrativa de Auvérnia-Ródano-Alpes, no departamento da Saboia. Estende-se por uma área de 84.96 km². Em 2010 a comuna tinha 588 habitantes (densidade: 6,9 hab./km²).